# Valentin Vacherot
Valentin Vacherot (ur. 16 listopada 1998) – monakijski tenisista, reprezentant kraju w rozgrywkach Pucharu Davisa.

## Kariera tenisowa
W karierze zwyciężył w czterech singlowych oraz jednym deblowym turnieju cyklu ATP Challenger Tour. Ponadto wygrał siedem singlowych turniejów rangi ITF.
W 2024 podczas French Open zadebiutował w wielkoszlemowym turnieju głównym. Po wygraniu trzech meczów w kwalifikacjach, odpadł w pierwszej rundzie gry pojedynczej, przegrywając z Alejandro Davidovichem Fokiną 6:4, 2:6, 2:6, 6:7(2).
W rankingu gry pojedynczej najwyżej był na 110. miejscu (24 czerwca 2024), a w klasyfikacji gry podwójnej na 476. pozycji (20 lutego 2023).

### Zwycięstwa w turniejach ATP Challenger Tour

#### Gra pojedyncza
| Końcowy wynik | Nr | Data             | Turniej    | Nawierzchnia | Przeciwnik     | Wynik finału        |
| ------------- | -- | ---------------- | ---------- | ------------ | -------------- | ------------------- |
| Zwycięzca     | 1. | 28 sierpnia 2022 | Nonthaburi | Twarda       | Lý Hoàng Nam   | 6:3, 7:6(4)         |
| Zwycięzca     | 2. | 6 stycznia 2024  | Nonthaburi | Twarda       | Lucas Pouille  | 3:2, krecz          |
| Zwycięzca     | 3. | 13 stycznia 2024 | Nonthaburi | Twarda       | Manuel Guinard | 7:5, 7:6(4)         |
| Zwycięzca     | 4. | 25 lutego 2024   | Pune       | Twarda       | Adam Walton    | 3:6, 7:6(5), 7:6(5) |

#### Gra podwójna
| Końcowy wynik | Nr | Data                | Turniej | Nawierzchnia | Partner       | Przeciwnicy                 | Wynik finału      |
| ------------- | -- | ------------------- | ------- | ------------ | ------------- | --------------------------- | ----------------- |
| Zwycięzca     | 1. | 9 października 2022 | Tiburon | Twarda       | Leandro Riedi | Ezekiel Clark Alfredo Perez | 6:7(2), 6:3, 10–2 |